# Rosengyalidea
Rosengyalidea (Gyalidea roseola) är en lavart som först beskrevs av Johann Franz Xaver Arnold, och fick sitt nu gällande namn av Lettau ex Vezda. Rosengyalidea ingår i släktet Gyalidea och familjen Gomphillaceae.  Arten är reproducerande i Sverige. Inga underarter finns listade i Catalogue of Life.